# إيفان ديميتروف (متزلج فني)
إيفان ديميتروف (بالروسية: Иван Дмитров)‏ هو متزلج فني روسي، ولد في 5 أغسطس 1986 في صوفيا في بلغاريا.

## وصلات خارجية
- إيفان ديميتروف على موقع الاتحاد الدولي للتزلج (الإنجليزية)
- إيفان ديميتروف على موقع الاتحاد الدولي للتزلج (الإنجليزية)